# Marijan Bloudek
Marijan Bloudek (Kakanj, 23. kolovoza 1951.) je slovenski nogometni trener i bivši nogometaš rodom iz Bosne i Hercegovine.

## Igračka karijera
Nogometnu karijeru započeo je u kakanjskom Rudaru, 1968. godine, gdje se zadržao do 1974., a afirmaciju je stekao u dresu Čelika iz Zenice, gdje je igrao od 1974. do 1983. 

## Trenerska karijera
Trenersku karijeru započeo je u Čeliku iz Zenice. Prvih pet sezona bio je pomoćnik Dragutinu Spasojeviću, Milanu Ribaru, Josipu Skoblaru, Džemaludinu Mušoviću i Vukašinu Višnjevcu, a glavnim je imenovan 1988. kada je s 37 godina postao najmlađim trenerom u Prvoj ligi Jugoslavije. Godinu dana kasnije preuzeo je Maribor s kojim je 1992. postao pobjednik prvog slovenskog kupa. Vodio je još niz slovenskih klubova (Dravu, Krku, Pohorje, Železničar, Šmartno, Palomu), te austrijski Rotenman, a u Premier ligi vodio je Žepče (2002./2003.), NK Čelik Zenica (2008./2009.) te mostarskog Zrinjskog (2010.). U studenom 2010., nakon serije loših rezultata, smijenjen je s mjesta trenera Zrinjskog te se vratio u Maribor, u klub koji je vodio prije dolaska u Zrinjski, niželigaša Palomu, gdje se radi isključivo na odgoju igrača.
2014. godine Pomorac iz Kostrene. Klub je tad kao investitora spasitelja očekivao i njegova mještanina Zlatka Petričevića.

## Privatno
Bloudek već dvadesetak godina živi u Mariboru, gdje ima i svoj fitness centar, u kojem provodi mnogo vremena.

## Vanjske poveznice
- Profil na Transfermarkt.de